# سیارک ۲۱۳۶۴
سیارک ۲۱۳۶۴ (به انگلیسی: 21364 Lingpan، نامگذاری:1997HS12) بیست و یک هزار و سیصد و شصت و چهارمین سیارک کشف شده‌است که در ۳۰ آوریل ۱۹۹۷ کشف شد.
قدر مطلق سیارک برابر ۱۴.۱ است.